# Zhantievus lymantriae
Zhantievus lymantriae is een keversoort uit de familie spektorren (Dermestidae). De wetenschappelijke naam van de soort werd in 1992 gepubliceerd door Beal.